# Arnau Descolomer
Arnau Descolomer, eclesiástico que ocupó el más alto cargo en la Diputación del General de Cataluña entre 1384 y 1389, había sido nombrado por las Cortes de Fraga el 4 de julio de 1384. Fue sacerdote del capítulo de Gerona y, desde 1385, pavorde de la administración de Castellón de Ampurias. Entre 1386 y 1408 fue vicario del obispo de Gerona Berenguer de Anglesola y, a partir del nombramiento de este como cardenal, Arnau Descolomer atendió la diócesis. Fue persona culta y próxima a la línea papal de Benedicto XIII de Aviñón, formó una biblioteca que dejó en donación para constituir la biblioteca catedralicia de Gerona.
De este periodo es destacable la epidemia de peste negra de 1384 que provocó numerosas suspensiones y cambios de las Cortes. Otra causa de las interrupciones fueron las tensiones entre el rey Juan I de Aragón y su yerno, y antiguo diputado eclesiástico, Juan I de Ampurias que terminaron en una guerra civil y la derrota y muerte de este último.
Las Cortes, como ya era habitual, se enfrentaron con el rey por las aspiraciones de este a conseguir donativos para iniciar acciones militares en Cerdeña y para involucrarse en la sucesión de los Arborea a favor de Brancaleone Doria, antiguo aliado de Cataluña. Falleció en 1410.
| Predecesor: Pere de Santamans | Diputado Eclesiástico de la Diputación del General de Cataluña 1384–1389 | Sucesor: Miquel de Santjoan |